# 존 올슨
존 올슨(Jon C. Olsen, 1969년 4월 25일 ~ )은 미국의 전 수영 선수이다. 1980-90년대 미국 국가 대표 팀 계영 선수로 좋은 성적을 거둔 그는 한때 세계 기록 보유자이기도 했다.
코네티컷주 뉴브리튼에서 태어난 올슨은 올림픽에 미국을 대표 선수로 두 차례 참가해, 금메달을 네 개를 포함 모두 다섯 개의 메달을 획득했다.
1992년 바르셀로나 올림픽에서 동료 선수 조 휴터폴, 매트 비온디, 톰 재거와 함께 400m 자유형 계주 미국 팀의 일원으로서 첫 금메달을 땄다. 400m 혼계영의 1위를 한 미국 팀에서 자유형 최종 주자로서 두 번째 금메달을 딴 올슨은 동료 제프 루스(배영), 넬슨 디벌(평영), 파블로 모랄레스(접영)와 함께 3분 36.93초의 세계 기록을 세웠다. 800m 자유형 계주에서 동메달을 딴 그는 개인적 100m 자유형 종목에서 49.51초와 함께 4위를 하였다.
4년 후, 애틀랜타 올림픽에서 올슨은 400m 자유형 계주 2연승을 하였으며, 동료 선수 조시 데이비스, 브래드 슈마허, 게리 홀 주니어와 함께 올림픽 신기록 3분 15.41초를 세웠다. 800m 자유형 계주의 예비적 예선들에서 또 하나의 우승을 거두었으며, 개인적 100m 자유형에서는 49.80초와 함께 종목의 B 결승전에서 종합 9위를 하였다.

## 같이 보기
- 수영 계영 400m 세계 기록 추이
- 수영 혼계영 400m 세계 기록 추이